# Lista de castelos da Irlanda do Norte
Esta é uma lista parcial de castelos da Irlanda do Norte, classificados por condado:

## Condado de Antrim
- Castelo de Antrim[1] (demolido)
- Castelo de Ballygally
- Castelo de Belfast
- Castelo de Carrickfergus (restaurado)
- Castelo Upton
- Castelo de Dunluce (em ruínas)
- Castelo de Dunseverick
- Castelo de Glenarm
- Castelo de Kinbane
- Castelo de Kilwaughter (em ruínas)
- Castelo de Olderfleet (em ruínas)
- Castelo de Shane (em ruínas)

## Condado de Armagh
- Castelo de Creevekeeran
- Castelo de Gosford
- Castelo de Moyry
- Abadia de Tynan

## Condado de Down
- Castelo de Ardglass
- Castelo de Audley
- Castelo de Bangor
- Castelo de Bright
- Clandeboye
- Castelo de Clough
- Castelo de Cowd
- Castelo de Dundrum
- Greencastle (em ruínas)
- Castelo de Hillsborough (residência oficial)
- Castelo de Jordan
- Castelo de King's
- Castelo de Kilclief
- Castelo de Killyleagh (restaurado)
- Castelo de Kirkistown
- Castelo de Margaret
- Castelo de Narrow Water
- Castelo de Portaferry
- Castelo de Quintin
- Castelo de Quoile
- Castelo de Sketrick
- Castelo de Strangford
- Castelo de Walshestown

## Condado de Fermanagh
- Castle Balfour
- Castle Coole (restaurado)
- Castelo de Crom
- Castelo de Enniskillen (restaurado)
- Castelo de Knockninny
- Castelo de Monea (em ruínas)
- Necarne
- Castelo de Portora
- Castelo de Tully (em ruínas)

## Condado de Londonderry
- Castelo de Dawson
- Drenagh
- Castelo de Dungiven (restaurado)

## Condado de Tyrone
- Castelo de Benburb (restaurado)
- Castelo Caulfield
- Castelo de Harry Avery
- Castelo de Killymoon
- Castelo de Mountjoy
- Castelo de Roughan
- Castelo de Stewart